# Ајнхаус
Ајнхаус (њем. Einhaus) општина је у њемачкој савезној држави Шлезвиг-Холштајн. Једно је од 131 општинског средишта округа Херцогтум Лауенбург. Према процјени из 2010. у општини је живјело 381 становника. Посједује регионалну шифру (AGS) 1053026.

## Географски и демографски подаци
Ајнхаус се налази у савезној држави Шлезвиг-Холштајн у округу Херцогтум Лауенбург. Општина се налази на надморској висини од 42 метра. Површина општине износи 2,5 km². У самом мјесту је, према процјени из 2010. године, живјело 381 становника. Просјечна густина становништва износи 151 становника/km².